# 糸田町
糸田町（いとだまち）は、福岡県の中央部に位置する町。田川郡に属しており、筑豊地域（都市計画の圏域では筑豊都市圏）を構成する自治体の一つである。

## 地理
福岡県の中央部、筑豊地域の北東部、福岡市から東へ約50km、北九州市から南西へ約40km、飯塚市から東へ約10km、飯塚市と田川市のほぼ中間に位置する。
町の東部は盆地となっており、平成筑豊鉄道（糸田線）・県道420号線・中元寺川が並行して町域を南北に貫いている。この周辺部が町の中心地となっている。町西部は烏尾峠と呼ばれる山地であり、古代は筑前国と豊前国を結ぶ国境地帯として多くの通行人が訪れた。現在でも国道201号筑豊烏尾トンネルが4車線で整備されるなど、交通の要所となっている。
この町には大字がなく、住所は『福岡県田川郡糸田町○○番地○○』と表示する。

### 隣接している市町村
- 田川市
- 飯塚市
- 田川郡福智町

## 歴史

### 近現代
- 1887年 田川郡糸田村、鼠が池村及び大熊村が合併して、田川郡糸田村が発足する。
- 1889年4月1日 町村制施行により、田川郡糸田村の区域をもって、村制に基づく田川郡糸田村が発足する。
- 1905年 弓削田村（現・田川市）川宮の区域の内、宮床地区を編入する。
- 1939年1月1日 町制施行して、田川郡糸田町となる。
- 1960年（昭和35年）9月26日 嘉穂炭鉱籾井坑でガス爆発事故があり13人が死亡[4]。

### 歴代町長
- 伊藤良克（2003年5月1日 - 2015年4月30日）3期
- 佐々木淳（2015年5月1日 - 2019年4月30日）1期

## 行政

### 町長
- 森下博輝（2期目）
- 任期：2027年4月30日

### 町議会
- 定数：12人
- 任期：2027年4月30日

### 消防
- 田川地区消防本部（田川市）

### 警察
- 福岡県警察田川警察署
  - 糸田交番（田川郡糸田町3685番地の3）

## 地域

### 人口
| |                                        |  |
| 糸田町と全国の年齢別人口分布（2005年） | 糸田町の年齢・男女別人口分布（2005年） |  |
| ■紫色 ― 糸田町 ■緑色 ― 日本全国 | ■青色 ― 男性 ■赤色 ― 女性              |  |
| 糸田町（に相当する地域）の人口の推移 \| 1970年（昭和45年） \| 9,876人 \| \| \| 1975年（昭和50年） \| 10,364人 \| \| \| 1980年（昭和55年） \| 10,872人 \| \| \| 1985年（昭和60年） \| 11,602人 \| \| \| 1990年（平成2年） \| 11,308人 \| \| \| 1995年（平成7年） \| 10,915人 \| \| \| 2000年（平成12年） \| 10,469人 \| \| \| 2005年（平成17年） \| 10,216人 \| \| \| 2010年（平成22年） \| 9,617人 \| \| \| 2015年（平成27年） \| 9,020人 \| \| \| 2020年（令和2年） \| 8,407人 \| \| |                                        |  |
| 総務省統計局 国勢調査より |                                        |  |
| 1970年（昭和45年） | 9,876人                                |  |
| 1975年（昭和50年） | 10,364人                               |  |
| 1980年（昭和55年） | 10,872人                               |  |
| 1985年（昭和60年） | 11,602人                               |  |
| 1990年（平成2年） | 11,308人                               |  |
| 1995年（平成7年） | 10,915人                               |  |
| 2000年（平成12年） | 10,469人                               |  |
| 2005年（平成17年） | 10,216人                               |  |
| 2010年（平成22年） | 9,617人                                |  |
| 2015年（平成27年） | 9,020人                                |  |
| 2020年（令和2年） | 8,407人                                |  |

### 教育
町立
- 糸田中学校
- 糸田小学校

### 地名
- 大字: なし
  - 字: 旭ケ丘、打越、大熊、上糸田、北区一、北区二、貴船、西部、下糸田、真岡神社町、真岡西町、真岡東町、自由ケ丘、谷川、中糸田、鼡ケ池、原、日吉町、福丸、堀川団地、水落谷、南糸田、宮川一、宮川二、宮床、宮床団地、宮山、桃山

## 経済

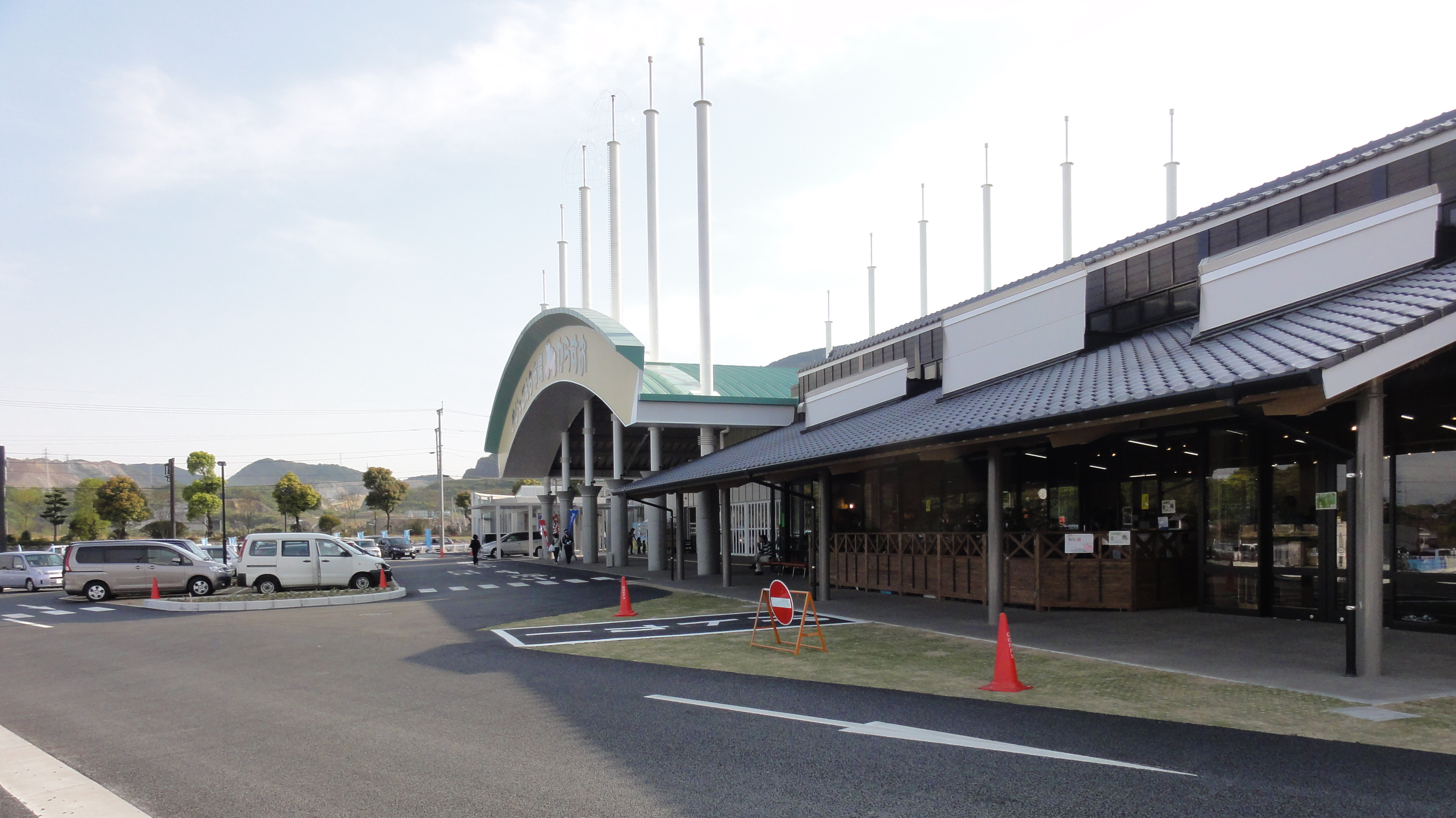
道の駅いとだ

### 産業
他の筑豊の市町村と同様、かつては町内に炭鉱があり石炭産業が町の経済を支えていたが、エネルギー革命により炭鉱はすべて閉山。1960年代後半には多くの炭鉱労働者が失業し、一時は町民の3人に1人は生活保護を受ける状態に陥った。
1970年代以降は炭鉱などの跡地を工業団地として造成するなど経済基盤の維持を図られた。またバラ・洋ラン・イチゴ・ミニトマトなどの園芸作物の栽培が行われているほか、特産物として木工芸品が生産されている。
- 道の駅いとだ

## 交通

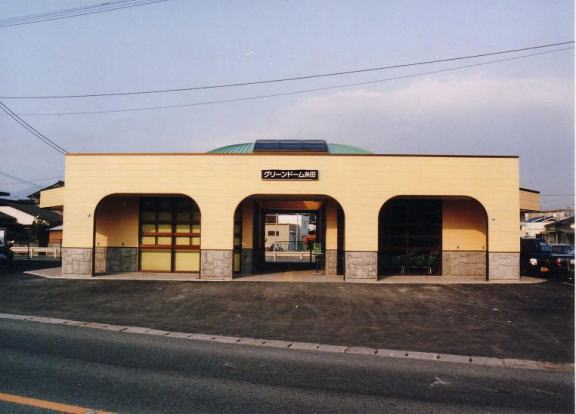
糸田駅

- 空港はなし。最寄り空港は福岡空港・北九州空港であるが空港と町を結ぶ交通機関はない。

### 鉄道
- 平成筑豊鉄道
  - 糸田線
    - 豊前大熊駅 - 松山駅 - 糸田駅

### その他の公共交通
町内の西鉄バスの路線がすべて廃止されたため現在は町内に路線バスはない。
- いっとこカー - 予約制で町内各地および田川市内の病院・商業施設などに設置された停留所相互間を利用可能。土日祝日は運休。
- このほかに町内に福祉バスを運行しているが、長時間歩行が困難な人とその介助者、妊婦、乳幼児を連れた人のみ利用可能とされている。

なお、道の駅いとだ付近には「道の駅いとだ・中村美術館前」バス停があり、福岡市（天神）・飯塚市・田川市を結ぶ西鉄の特急バスが停車するが、同停留所の設置位置は田川市域内となっている。

### 道路
一般国道や主要地方道は町中心部から離れたところを通っており、町中心部には一般県道と町道のみが敷かれている。

#### 高速道路
町内には通っていない。最寄りインターチェンジは以下の通り。
E3 九州自動車道
- (3) 小倉南インターチェンジ
- (4) 八幡インターチェンジ
- (7) 福岡インターチェンジ

E10 東九州自動車道
- (2) 行橋インターチェンジ
- (2-1) 今川スマートインターチェンジ　※ETC専用インター
- (3) みやこ豊津インターチェンジ

#### 一般国道
- 国道201号

#### 県道
主要地方道
- 福岡県道95号添田赤池線

一般県道
- 福岡県道405号香春糸田線
- 福岡県道406号赤池糸田線
- 福岡県道420号金田糸田田川線
- 福岡県道457号川宮糸田線
- 福岡県道458号位登糸田線

## 名所・旧跡・観光スポット・祭事・催事
- 宮山古墳
- 糸田祇園山笠 - 毎年5月の第2土曜・日曜に開催される。フェスティバルパーク糸田（旧糸田町役場跡地[6][7]）に山笠が集結する[8]。
- 泌泉（たぎり） - 糸田町の地名の起こりとされている湧泉[9]。
- 水落の滝（みぞうてのたき） - 道の駅いとだから国道201号を烏尾峠方面へ少し進んだ所にある滝[10]。秋には紅葉、冬には雪景色に変わる風光明媚な場所である[11]。
- 金山サクラ・アジサイ園 - 筑豊烏尾トンネル上の斜面に立地し桜約700本とアジサイ約7000株が植えられている。
- 新烏尾公園（新カラス尾公園） - 烏尾峠の旧街道[12]に造成された公園。公園から飯塚市側への街道は「筑豊緑地 烏尾峠遊歩道」として整備されており、市町境付近に豊前国・筑前国の国境石が置かれている[3]。

## 糸田町出身の有名人
- 田村恵（元プロ野球選手）
- 益荒雄広生（大相撲力士）
- 吉井山朋一郎（大相撲力士）
- 井上陽水（シンガーソングライター） - 生まれは嘉穂郡幸袋町（現・飯塚市）。幼少期から上京までの間を糸田町で過ごした。
- 境野一之（洋画家）